# Andrei Iwanowitsch Jerjomenko

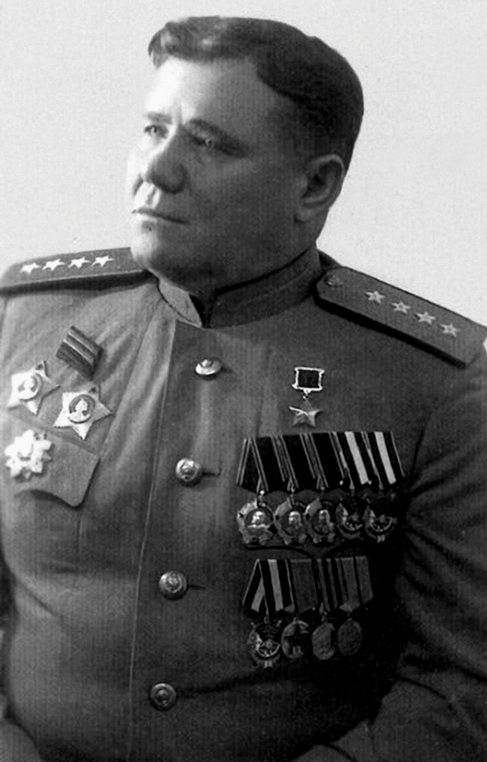
Andrei Iwanowitsch Jerjomenko (1944)

Andrei Iwanowitsch Jerjomenko, teilweise andere Translation Jeremenko, (russisch Андрей Иванович Ерёменко, wiss. Transliteration Andrej Ivanovič Erëmenko; * 2. Oktoberjul. / 14. Oktober 1892greg. in Markowka, Gouvernement Charkow, Russisches Kaiserreich, heute Oblast Luhansk, Ukraine; † 19. November 1970 in Moskau) war ein Marschall der Sowjetunion und Militärtheoretiker.

## Biografie

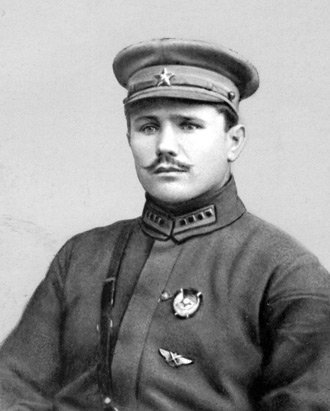
Jerjomenko in jüngeren Jahren

Seit 1913 in der Armee, kämpfte er im Ersten Weltkrieg im Südwesten. Er gehörte seit 1917 zunächst als Feldwebel der Roten Armee an. Im Russischen Bürgerkrieg war er Adjutant des Kommandeurs eines Kavallerieregiments und Stabschef einer Kavalleriebrigade. Von 1919 bis 1938 hatte er verschiedene Kommandos in der 14. Kavalleriedivision. Nach dem Bürgerkrieg studierte er an höheren Leningrader Kavallerieschulen (Diplom 1923 und 1925). Ab 1925 war er Stabschef und ab 1929 Kommandeur eines Kavallerieregiments bzw. einer Division. 1935 hatte er die Militärakademie „M.W. Frunse“ absolviert. Danach war er Kommandeur eines Kavallerie- und eines mechanisierten Korps sowie ab 1940 Befehlshaber der 1. Roten Armee im Fernen Osten.
Im „Großen Vaterländischen Krieg“ war er Oberbefehlshaber verschiedener Fronten. Zu Beginn des Krieges war er im fernen Osten stationiert und wurde bei Kriegsausbruch sofort nach Moskau beordert. Nach einer Woche Reise in der Transsibirischen Eisenbahn wurde er aus dem Zug geholt und mit einem Bomber nach Moskau geflogen. Er sollte den später hingerichteten Armeegeneral Pawlow ablösen, um die desolate Westfront zu retten. Der simple Befehl lautete, den deutschen Vormarsch aufzuhalten. Die Schwierigkeit dieser Aufgabe war immens, da das Frontoberkommando zu diesem Zeitpunkt den Überblick über die Lage bereits verloren hatte. So erteilte er Befehle und rechnete mit Divisionen und Regimentern, die längst aufgerieben oder in Gefangenschaft geraten waren.
Im Herbst 1941 erhielt er das Kommando über die Brjansker Front. Nach der Niederlage in der Schlacht von Uman hatte Stalin die Zentralfront kurzerhand aufgelöst und Jerjomenko die dadurch freiwerdenden verbliebenen Divisionen zur Verteidigung Moskaus zugeteilt. Er konnte damit einen starken Verteidigungsriegel aufbauen. Hitler ließ seine Armeen nun allerdings nach Süden einschwenken, um die Ukraine einzuschließen. „Unsere Hoffnung,…(Stoß nach Moskau)… erfüllte sich nicht“, schrieb Jerjomenko später in seinen Memoiren. Nach der siegreichen Schlacht um Kiew gelang es der Wehrmacht nochmals, die von ihm aufgebauten Verteidigungsstellungen in einer raffiniert angelegten Doppelkesselschlacht zu umgehen und die Truppen größtenteils zu vernichten.
Er war bei seinen Untergebenen dafür berüchtigt, stets einen Knüppel mit sich zu führen und sie beim geringsten Anlass damit eigenhändig zu züchtigen.
Jerjomenko wurde im Januar 1942 verwundet, während er die 4. Stoßarmee befehligte. Nach seiner Genesung übernahm er im August 1942 die Südostfront, später umbenannt in Stalingrader Front bzw. Südfront, mit der er an der Schlacht von Stalingrad teilnahm. Nach deren siegreichen Ende erhielt er Anfang 1943 den Befehl über die Kalininer Front, mit der er an der Smolensker Operation beteiligt war. Nach einem kurzen Einsatz als Kommandeur der Selbständigen Küstenarmee kehrte er im April 1944 an den nördlichen Teil der Front zurück, wo er die 2. Baltische Front übernahm. Mit dieser nahm er im Sommer an der Reschiza-Dwinsker Operation und im Herbst an der Baltischen Operation teil. Ende März 1945 erhielt Jerjomenko den Befehl über die 4. Ukrainische Front, mit der er an der Befreiung der Tschechoslowakei beteiligt war.
Ab Juli 1945 befehligte er den Militärbezirk Karpaten, ab Oktober 1946 den Militärbezirk Westsibirien, ab November 1953 den Militärbezirk Nordkaukasus. Ab Mai 1958 war er in der Gruppe der Generalinspekteure des Ministeriums für Verteidigung der UdSSR tätig. Seit 1918 Mitglied der KPR bzw. der KPdSU, wurde er von 1959 bis 1970 Kandidat des ZK der KPdSU. Im Obersten Sowjet der UdSSR war er Deputierter in der 2. bis 8. Legislaturperiode.
1955 wurde er zum Marschall der Sowjetunion ernannt. 1970 schied er aus dem Militärdienst aus. Nach seinem Tod wurde seine Urne an der Kremlmauer in Moskau beigesetzt.

## Ehrungen
- 1944 erhielt er den Titel eines Helden der Sowjetunion.
- Die ČSSR verlieh ihm den Klement-Gottwald-Orden.
- Die USA verliehen ihm den Orden Legion of Merit (Chief Commander).
- Der Leninorden wurde ihm fünf Mal verliehen.
- Weiterhin wurden ihm u. a. verliehen der Orden der Oktoberrevolution, vier Mal der Rotbannerorden, drei Mal der Suworoworden I. Klasse und der Kutusoworden I. Klasse.

## Kommandos
- Westfront – Juni 1941
- Brjansker Front – 16. August bis 13. Oktober 1941
- 4. Stoßarmee – Dezember 1941 bis Februar 1942
- Stalingrader Front und Südostfront (in Personalunion) – August bis Dezember 1942
- Südfront – 1. Januar bis Februar 1943
- Kalininer Front – März bis Oktober 1943
- 1. Baltische Front – Oktober bis November 1943
- Selbständige Küstenarmee – Dezember 1943 bis April 1944
- 2. Baltische Front – April 1944 bis Februar 1945
- 4. Ukrainische Front – März 1945 bis Kriegsende.
- Militärbezirk Karpaten – 1945 bis 1946
- Militärbezirk Westsibirien – 1946 bis 1952
- Militärbezirk Nordkaukasus – 1952 bis 1958